# クロード・シャノン
クロード・エルウッド・シャノン（Claude Elwood Shannon, 1916年4月30日 - 2001年2月24日）はアメリカ合衆国の電気工学者、数学者。
情報理論の考案者であり、「情報理論の父」と呼ばれた。情報、通信、暗号、データ圧縮、符号化など今日の情報社会に必須の分野の先駆的研究を残した。アラン・チューリングやジョン・フォン・ノイマンらとともに今日のコンピュータ技術の基礎を作り上げた人物として、しばしば挙げられる。
20世紀科学史における、最も影響を与えた科学者の一人である。

## 生涯

### 若年期と教育
シャノンが生まれたとき、家族はミシガン州ゲイロードに住んでおり、クロードは近くのペタスキーの病院で生まれた。 父のクロード・シニア（1862-1934）は実業家で、ゲイロードの検認判事を務めたこともある。母のメイベル・ウルフ・シャノン（1890-1945）は語学の教師で、ゲイロード高校の校長も務めた。父方の祖先はニュージャージーへの入植者であり、母はドイツ系移民の子供だった。
シャノンはゲイロードで育ち、1932年にゲイロード高校を卒業した。シャノンは機械や電気に興味を持っていた。得意科目は理科と数学だった。家では、飛行機の模型やラジコンボートを作ったり、半マイル離れた友人の家まで電線を張って電信システムを構築したりしていた。高校時代には、ウエスタンユニオン社の電報配達のアルバイトや百貨店でのラジオ修理などをしていた。
シャノンは子供時代にトーマス・エジソンに憧れていたが、後に自身の遠縁に当たることを知った。どちらの家系も、植民地時代の指導者で多くの著名人の祖先であるジョン・オグデン（1609-1682）の子孫である。
1932年にミシガン大学に入学し、そこでジョージ・ブールの研究に触れた。1936年、電気工学と数学の学士号を取得して卒業した。

### 研究生活
ミシガン大学を卒業したシャノンは、マサチューセッツ工科大学の電気工学科に進んだ。そこでヴァネヴァー・ブッシュの下、微分解析機の保守に携わった。1937年の夏、ベル研究所でブール代数とスイッチング回路の融合を考えつき、同年、修士論文「リレーとスイッチ回路の記号論的解析」としてまとめた(詳細は#デジタル回路設計の創始者を参照)。翌年、この論文はアメリカ電気学会報に掲載され、1940年には、35歳未満の研究者による優れた工学論文に贈られるアルフレッド・ノーブル賞を受賞した。
1938年の末、ブッシュの助言によりMITの電気工学科から数学科に移籍した。そこで遺伝学の研究を行い、博士論文「理論遺伝学のための代数学」で博士号を取得した。
1940年の夏をベル研究所で過ごしたのち、学術研究会議の研究費を得てプリンストン高等研究所に1年間滞在し、ヘルマン・ワイルの下で研究した。その後再びベル研究所に戻り、数学研究部門の常勤専門職員となった。
1956年に電子工学研究所(RLE)の研究員としてMITの教員となった。1978年までMITの教員として務め続けた。

### 晩年
後年、シャノンはアルツハイマー病を発症し、晩年をナーシングホームで過ごした。2001年に、妻と息子と娘、そして2人の孫娘を遺して亡くなった。

## 功績

### デジタル回路設計の創始者
1937年のマサチューセッツ工科大学での修士論文「リレーとスイッチ回路の記号論的解析」において、電気回路（ないし電子回路）が論理演算に対応することを示した。すなわち、スイッチのオン・オフを真理値に対応させると、スイッチの直列接続はANDに、並列接続はORに対応することを示し、論理演算がスイッチング回路で実行できることを示した。これは、デジタル回路・論理回路の概念の確立であり、それ以前の電話交換機などが職人の経験則によって設計されていたものを一掃し、数学的な理論に基づいて設計が行えるようになった。どんなに複雑な回路でも理論に基づき扱えるということを主張したのは、コンピュータの実現に向けた大きなステップである。
ハーバード大学教授のハワード・ガードナー（Howard Gardner）は、この論文について「たぶん今世紀で最も重要で、かつ最も有名な修士論文」と評した。ただし、わずかな時間差であるが、中嶋章による発表の方が先行しており（論理回路#歴史を参照）、独立な成果か否かは不明とされている。

### 情報理論の考案
1948年ベル研究所在勤中に論文「通信の数学的理論」を発表し、それまで曖昧な概念だった「情報」(information)について定量的に扱えるように定義し、情報についての理論（情報理論）という新たな数学的理論を創始した。
翌年ウォーレン・ウィーバーの解説を付けて出版された同名（ただし“A”が“The”に変わっている）の書籍『通信の数学的理論』で、シャノンは通信におけるさまざまな基本問題を取り扱うために、エントロピーの概念を導入した。情報の量（情報量）を事象の起こる確率（生起確率）によって定義し、エントロピー（平均情報量）を次のとおりに定義した。時間的に連続して起こる離散的な確率事象 {\displaystyle X} の生起確率 {\displaystyle \Pr[X=i]} によって定まる情報量 ({\displaystyle -\log \Pr[X=i]}) の期待値が、エントロピー {\displaystyle H(X)} である（エントロピー#情報理論におけるエントロピーとの関係も参照）。
{\displaystyle H(X)=-\sum _{i}\Pr[X=i]\log \Pr[X=i]\quad }(台が有限の場合)
エントロピーの語を提案したのはフォン・ノイマンとも言われているが、シャノンは否定している。また、情報量の単位としてビットを初めて使用した。
そして、ノイズ（雑音）がない通信路で効率よく情報を伝送するための符号化（「情報源符号化定理」または「シャノンの第一基本定理」）と、ノイズがある通信路で正確に情報を伝送するための誤り訂正符号（「通信路符号化定理」または「シャノンの第二基本定理」）という現在のデータ伝送での最も重要な概念を導入した。これらはそれぞれデータ圧縮の分野と誤り訂正符号の分野の基礎理論となっている。通信路符号化定理は単一通信路あたりの伝送容量に上限があることを意味する。
これらの定理は現在、携帯電話などでの通信技術の基礎理論となっており、その後の情報革命と呼ばれる情報技術の急速な発展に結びついている。

#### シャノン＝ハートレーの定理
{\displaystyle C=W\log _{2}\left(1+{\frac {S}{N}}\right)}
（ここでC:ビット毎秒、W:帯域幅、S:信号電力、N:ノイズ電力）

### 標本化定理の証明
アナログデータをデジタルデータへと変換する時、どの程度の間隔でサンプリングすればよいかを定量的に表す標本化定理を1949年の論文"Communication in the Presence of Noise"の中で証明した。標本化定理は1928年にハリー・ナイキストによって予想されており、またシャノンの証明発表の同時期に証明をした人物が複数存在するが、シャノンのものが最も有名であり、英語圏では「ナイキスト＝シャノンの標本化定理」という名前で知られている（詳しくは標本化定理を参照）。標本化定理は、現在、コンパクトディスクを始めとしたあらゆるデジタイズ技術の基礎定理となっている。

### 暗号理論に関する先駆的成果
1949年に論文「秘匿系の通信理論」を発表し、ワンタイムパッドを利用すると情報理論的に解読不可能な暗号が構成でき、情報理論的に解読不可能な暗号はワンタイムパッドの利用に限ることを数学的に証明した（現代の暗号研究で考察されている計算量的に安全な暗号ではなく、情報理論的に安全な暗号を考察している点に注意）。
シャノンはこの論文で、暗号のアルゴリズム（暗号化方法）が知られてもなお安全である暗号（ケルクホフスの原理参照）について考察しており、はじめて暗号について数学的分析を行った。

### シャノンのチェスプログラム
1949年にコンピュータチェスに関する画期的な論文「チェスのためのコンピュータプログラミング」を発表し、力ずくの総当たりでなくコンピュータがチェスをする方法を示した。コンピュータがどの駒をどう移動するかを決定するのにシャノンが用いた方法が、評価関数に基づいたミニマックス法だった。評価関数は、駒の価値や、駒の位置の価値、移動の価値などをすべて数値化して「局面」の価値を評価するものであり、シャノンはその後のゲーム展開を探索木（Search tree）に分類してどの着手がもっとも良いかを探索する方法について考察している。この論文はコンピュータゲームでのコンピュータの思考プログラム設計の原典となった。

## 受賞歴
- 1940年 - アルフレッド・ノーブル賞
- 1949年 - IRE モーリス・N・リーブマン記念賞
- 1955年 - フランクリン・インスティテュート（Franklin Institute） スチュアート・バランタイン・メダル
- 1956年 - リサーチ・コーポレーション賞
- 1962年 - ライス大学 栄誉賞
- 1962年 - マービン・J・ケリー賞
- 1966年 - IEEE栄誉賞
- 1966年 - アメリカ国家科学賞
- 1967年 - ゴールデンプレート賞
- 1972年 - ハーヴェイ賞（イスラエル）
- 1978年 - ジョゼフ・ジャカール賞
- 1978年 - ハロルド・ペンダー賞
- 1983年 - ジョン・フリッツ・メダル
- 1985年 - AES ゴールドメダル
- 1985年 - 京都賞基礎科学部門（日本）
- 1991年 - エドゥアルト・ライン財団基礎研究賞

## 栄誉
- 1954 イェール大学 修士号(MS)
- 1961 ミシガン大学 名誉博士号
- 1962 プリンストン大学 名誉博士号
- 1964 エディンバラ大学 名誉博士号
- 1964 ピッツバーグ大学 名誉博士号
- 1970 ノースウェスタン大学 名誉博士号
- 1975 オランダ王立芸術科学アカデミー 外国会員
- 1978 オックスフォード大学 名誉博士号
- 1982 イースト・アングリア大学 名誉博士号
- 1984 カーネギー・メロン大学 名誉博士号
- 1987 タフツ大学 名誉博士号
- 1991 ペンシルベニア大学 名誉博士号
- 2004 全米発明家殿堂入り

## 著書
- コミュニケーションの数学的理論、C.E.シャノン、W.ウィーヴァー、（The Mathematical theory of communication、E.Shannon、Warren Weaver、(C)1967 by University of Illinois Press.）訳者：長谷川淳、井上光洋、明治図書出版(1969年)。
- 通信の数学的理論 、Warren Weaver, Claude Elwood Shannon, 植松 友彦 (翻訳) 、筑摩書房 (2009年8月10日) <ちくま学芸文庫>、ISBN 978-4480092229、価格1260円。

(上記の再翻訳、文庫版)。